# Chapelle de la Savarière
La chapelle de la Savarière est une chapelle située à Saint-Sébastien-sur-Loire, en France.

## Description
Dans un cadre boisé, enclavée dans une zone en urbanisation croissante, cette chapelle de 10 m sur 5 m formée d'une seule nef possède un plafond lambrissé en bois peint, presque unique en Loire-Atlantique, représentant l'Assomption de la Vierge Marie. La Vierge y est entourée de nombreux angelots au milieu des nuées. Le bas de la voûte en trompe-l'œil naïf est orné d'une balustrade agrémentée de bouquets de fleurs dans des vases Médicis. L'autel est surmonté d'une statue de Vierge à l'Enfant inspirée de celle de Notre-Dame-des-Victoires à Paris, entourée de deux anges en prière, œuvres d'Henri Ripoche au début du XXe siècle.

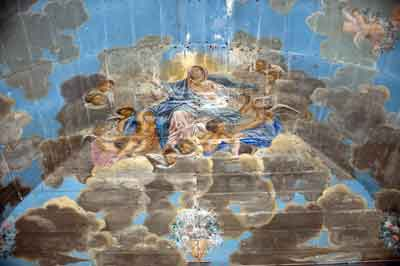
Assomption peinte sur la voûte

## Localisation
La chapelle Notre-Dame-des-Anges est située dans la propriété de la Savarière, rue du général de Gaulle, à Saint-Sébastien-sur-Loire, dans le département de la Loire-Atlantique. On peut généralement visiter l'édifice à l'occasion des Journées du Patrimoine.

## Historique
La chapelle de la Savarière a été édifiée en 1757 par Corneil Joseph Mispreuve, négociant d'origine batave et catholique, notamment contrôleur des cafetiers et limonadiers, puis conseiller du Roi et « garde scel » à la Monnaie de Nantes. Elle a été placée sous le vocable de Notre Dame des Anges en l'honneur de son épouse Angélique Witvoët. Le 20 juin 1757, la cloche qui lui était destinée fut bénie en même temps qu'une autre destinée à la paroisse. Et c'est au mois d'août suivant que fut bénite la chapelle elle-même, selon l'acte du registre paroissial:
« Le deuxième du mois d'aoust mille sept cent cinquante sept a esté bénite par nous vicaire général de Mgr l'illustrissime et révérendissime Pierre Mauclerc de la Muzanchère Evesque de Nantes la chapelle domestique de la Savarière sous l'invocation de Nottre Dame des Anges appartenante à N.H. Corneil Mispreuve négotiant en présence des soussignés ... l'abbé de Poly de Saint Thébaud vic général ».
Le 2 août est précisément le jour où les franciscains célèbrent Notre Dame des Anges en Italie, à la Portioncule, près d'Assise.
En 1793, pendant la guerre de Vendée, elle échappe à l'incendie des borderies de la propriété, les rebelles se gardant de commettre un sacrilège. Elle sert par la suite de lieu de culte pour les insurgés blancs de Lyrot de La Patouillère. Plusieurs mariages y ont été célébrés clandestinement par l'abbé René Lemesle, prêtre réfractaire de Saint-Julien-de-Concelles, ou d'autres sacrements par d'autres prêtres insermentés, tel Marchand, recteur de La Chapelle-Heulin.
Contrairement à une erreur répandue, c'est une deuxième petite chapelle bénite le 17 décembre 1781 (et non pas Notre-Dame-des-Anges), attenante à l'actuelle villa palladienne de la Savarière, qui fut élevée par la veuve Dallère, tante du célèbre général Cambronne.
Le monument est inscrit au titre des monuments historiques en 1986.